# Liniers (Buenos Aires)
Liniers è un barrio della capitale argentina Buenos Aires. 

## Geografia
Liniers è situato nell'estremo ovest del territorio della Città Autonoma di Buenos Aires, presso il confine con la provincia di Buenos Aires, segnato dall'avenida General Paz. Il quartiere, attraversato dall'avenida Rivadavia, confina a nord con Versalles, ad est con Villa Luro, a sud con Mataderos e ad ovest con le località di Lomas del Mirador e Ciudadela, situate entrambe nella provincia di Buenos Aires.

## Etimologia
Il nome del quartiere origina dall'omonima stazione ferroviaria, intitolata alla memoria di Santiago de Liniers, amministratore spagnolo che guidò la resistenza locale contro le invasioni britanniche del Río de la Plata nel 1806-1807. 

## Storia
Il 19 gennaio 1872 la provincia di Buenos Aires autorizzò la costruzione di una stazione lungo la ferrovia per l'ovest. Il 18 dicembre dello stesso anno la fermata fu intitolata a Santiago de Liniers. La stazione fu aperta al traffico solamente il 1º gennaio 1887, dando così inizio all'urbanizzazione della zona, fino ad allora quasi spopolata.

## Monumenti e luoghi d'interesse
- Santuario di San Gaetano

## Infrastrutture e trasporti

### Strade
Liniers è un importante snodo stradale, essendo attraversato dall'avenida Rivadavia e dall'autostrada Perito Moreno, che qui s'interseca con l'avenida General Paz. Nel quartiere si trova un'importante autostazione, la seconda più grande della città dopo quella di Retiro.

### Ferrovie
Liniers è servita da una stazione ferroviaria lungo la linea suburbana Sarmiento che unisce il centro di Buenos Aires con la parte ovest della Grande Buenos Aires.

## Sport
La principale società sportiva presente nel quartiere è il Club Atlético Vélez Sarsfield, che disputa le sue partite interne presso lo stadio José Amalfitani, situato anch'esso nel barrio di Liniers.